# 博凯朗杜莱昂
博凯朗杜莱昂是巴西南大河州的一个市镇。总面积265.527平方公里，总人口7825人，人口密度29.5人/平方公里。